# Gymnocrex talaudensis
Il rallo delle Talaud (Gymnocrex talaudensis Lambert, 1998) è un uccello della famiglia dei Rallidi originario dell'isola di Karakelong (Indonesia).

## Descrizione
Lungo 33–35 cm, ha l'iride di un caratteristico colore rosso, che spicca nettamente sulla zona di pelle nuda bianco-argentata dietro a ogni occhio. La testa, il collo e il petto sono di colore castano-amaranto, mentre le regioni superiori sono verde oliva e quelle inferiori nere.
Ha un lungo becco giallo e zampe gialle. Come tutti i rallidi ha ali brevi e zampe lunghe.

## Distribuzione e habitat
Il rallo delle Talaud è endemico di Karakelong, la maggiore delle isole Talaud, in Indonesia. Gli abitanti dell'isola sostengono che sia molto diffuso su tutta l'isola, ma nonostante le incessanti ricerche effettuate, dal momento della sua scoperta, la specie è stata avvistata solo un'unica volta.
Scoperto per la prima volta in un luogo circondato da paludi, torrenti e piccole chiazze di foresta, si ritiene che il rallo delle Talaud prediliga le zone umide, in particolare le distese umide di erba alta ai margini delle foreste di pianura. Tuttavia, data la natura estremamente elusiva dell'animale, rimane ancora molto da scoprire sulle sue esatte preferenze ambientali.

## Conservazione
La IUCN Red List classifica Gymnocrex talaudensis come specie in pericolo di estinzione (Endangered). Tra i possibili rischi che potrebbero minacciare la sopravvivenza della specie, ricordiamo la caccia da parte dei locali, la predazione da parte dei ratti e la distruzione dell'habitat causata dall'avanzare dell'agricoltura, dall'industria del legname e dall'estrazione mineraria. Anche gli incendi pongono un problema per la conservazione della natura dell'isola. Tutti i Rallidi sono volatori poco efficienti, e questa caratteristica può esacerbare i problemi posti da potenziali fattori di rischio.